# Бусурско језеро
Бусурско језеро је једно од новијих вештачких језера које се налази у атару села Бусур, на територији општине Петровац на Млави. Смештено је у близини пута Свилајнац — Петровац на Млави и удаљено је око 20  од Свилајнца и 26  од Петровца.
На реци Бусур, шездесетих година 20. века формирана су два мања вештачка језера, Кореничко и Бусурско језеро. Главни разлог њиховог формирања био је спречавање штете коју ова река, услед бујичног карактера, у одређеним периодима године, причињавала околним њивама и насељима. Данас ова два мања језера чине водену површину од око 18ha. 